# 거미 여인의 키스 (영화)
《거미 여인의 키스》(Kiss Of the Spider Woman)는 브라질에서 제작된 헥터 바벤코 감독의 1985년 드라마 영화이다. 윌리엄 허트 등이 주연으로 출연하였다.

## 출연

### 주연
- 윌리엄 허트
- 라울 줄리아
- 소냐 브라가

### 조연
- 조시 루고이
- 밀톤 곤칼베스
- 페르난도 토레스
- 허슨 카프리

## 기타
- 미술: 클로비스 부에노

## 한국판 성우진 (MBC, 1990년 4월 7일)
- 김기현 - 몰리나(윌리엄 허트)
- 정승현
- 이영달
- 김용식
- 홍승옥
- 강미
- 이성
- 김명수
- 이도련